# Уинстън Чърчил
Сър Уинстън Ленърд Спенсър-Чърчил (на английски: Sir Winston Leonard Spencer-Churchill) е британски политик и държавник, известен с дългата си политическа кариера и особено с ключовата си роля във Втората световна война. Член на Парламента в продължение на 64 години, той служи в 13 правителства и два пъти е министър-председател на Великобритания (1940 – 1945 и 1951 – 1955). Офицер в Британската армия, историк, писател и художник.
Като млад офицер той участва в боеве в Британска Индия, Судан и е пленен от бурите по време на Втората англо-бурска война. Спечелва си слава като военен кореспондент и писател. В предната линия на политиката в продължение на петдесет години, Чърчил заема много политически и кабинетни постове. Преди Първата световна война служи като министър на икономиката, министър на вътрешните работи и първи лорд на адмиралтейството в либералното правителство на Аскуит. Той инициира и ръководи съюзническата Галиполска операция на Дарданелите през 1915 г. и е яростен застъпник за привличането на България като съюзник на страната на Антантата, което е могло да доведе до победа и превземане на Константинопол. Това обаче не става, а операцията претърпява решителен провал и той е принуден да напусне поста си и правителството като цена за съставяне на ново коалиционно правителство. Служи за кратко на Западния фронт, командвайки 6-и батальон на кралските шотландски стрелци (Royal Scots Fusiliers). Връща се в правителството като министър на боеприпасите, държавен секретар на войната, държавен секретар на авиацията и държавен секретар за колониите. След войната Чърчил служи като канцлер на хазната в консервативното правителство на Болдуин през 1924 – 1929, което противоречиво връща лирата стерлинг към златния стандарт в нейния предвоенен паритет, критикувано като грешка. Чърчил заема позиция срещу увеличеното местно самоуправление на Индия и е противник на абдикацията на крал Едуард VIII през 1936 г.
През 1930-те Чърчил не заема държавна длъжност и се намира в политическа изолация, но предупреждава за опасността от въоръжаването на Германия. При избухването на Втората световна война той отново е назначен за първи лорд на адмиралтейството. След оставката на Невил Чембърлейн на 10 май 1940 г., Чърчил става министър-председател на Обединеното кралство и остава начело до края на войната и победата на Съюзниците. Известен с непоколебимата си позиция срещу Германската империя, дори когато тя завладява голяма част от Европа през 1940 г., той игнорира предложенията на Адолф Хитлер за сепаративен мир, в резултат на което започва битката за Британия. Чърчил се изявява със своите речи и радиопредавания, които вдъхновяват британския народ.
След Втората световна война Консервативната партия губи изборите през 1945 г. и Чърчил става лидер на опозицията. Войната довежда Великобритания до банкрут и тя е принудена да вземе заем от 4,33 милиарда долара (еквивалентни на 56 милиарда през 2012 г.) от САЩ. През 1946 г. Чърчил пръв заговаря за съветската заплаха за демократична Европа и тази реч се смята за начало на Студената война. Въпреки че се изказва за обединение на Европа като „един вид Съединени европейски щати“, Чърчил настоява за британска независимост от Европейската общност за въглища и стомана, на която гледа като на френско-германски проект. Той вижда мястото на Великобритания отделно от континента, с много повече общо със страните от Британската общност и със Съединените щати в така наречената Англосфера. Почти веднага след края на Втората световна война Британската империя започва да се разпада, като първи получават независимост Трансйордания (1946), Индия (1947), Пакистан (1947), Шри Ланка (1948) и Мианмар (1948). През 1948 г. Британският мандат в Палестина рухва и е създадена държавата Израел. През 1951 – 1955 г. отново е министър-председател и се занимава с войната в Малая, която води до независимост на Малайската федерация, бунта на мау мау в Кения, Корейската война и държавния преврат в Иран. Той е единственият британски министър-председател, удостоен с Нобелова награда за литература и първият чужденец, избран за почетен гражданин на САЩ. Оказана му е честта на държавно погребение, превърнало се в едно от най-големите събирания на държавници в историята. Чърчил се счита от мнозина за един от най-влиятелните хора в британската история.

## Биография

### Семейство и ранни години
Роден в аристократичния род Спенсър, Уинстън Ленърд Спенсър-Чърчил, подобно на баща си използва името Чърчил в обществения живот. Неговият предшественик Джордж Спенсър променил името на Спенсър-Чърчил през 1817, когато става херцог Марлборо, за да наблегне на произхода си от Джон Чърчил, 1-вия херцог Марлборо. Бащата на Уинстън, лорд Рандолф Чърчил, е политик, а майка му, Джени Джеръм (1854 – 1921) е дъщеря на американския милионер Ленърд Джеръм. Роден е на 30 ноември 1874, два месеца преждевременно, в двореца Бленъм, Уудсток, Оксфордшър. Чърчил има един по-малък брат, Джон Стрейндж Спенсър-Чърчил (1880 – 1947).
С независим и непокорен характер, Чърчил обикновено се справя лошо в училище, за което е наказван. Той учи в три училища: в Аскът, Хоув и в Хароу от 17 април 1888, където започва военната му кариера. Няколко седмици след пристигането му той се присъединява към Хароуския стрелкови корпус. Получава високи оценки по английски и история и е шампионът по фехтовка на училището.
Той е рядко посещаван от майка си, лейди Чърчил, и ѝ пише писма, молейки я да дойде в училището му или да му позволи той да я посети. Връзката с баща му е по-далечна, той веднъж отбелязва, че рядко са си говорили. Заради липсата на контакт с родителите си той става много близък с бавачката си, Елизабет Ан Еврест, която нарича „Old Woom“. Баща му умира на 24 януари 1895, на възраст 45, което оставя Чърчил с убеждението, че ще умре млад и следователно трябва бързо да остави следа в света.
От детска възраст Чърчил има затруднения с говора, които се опитва да преодолее през целия си живот. Много източници от времето между двете световни войни свидетелстват за неговото заекване, което с времето става все по-слабо забележимо. Някои по-късни изследователи твърдят, че Чърчил не е заеквал, а само трудно е изговарял звука „с“.

### Женитба и деца
Чърчил се запознава с бъдещата си съпруга Клементайн Хозиър през 1904 г. на бал в Лондон, но първоначално тя не е впечатлена. През 1908 г. двамата се срещат отново на вечерно парти на лейди Сент Хелиър, леля на Клементайн. Чърчил се оказва седнал до Клементайн и двамата започват романтична връзка, която се оказва за цял живот. По време на домашно парти в Бленъмския дворец през август 1908 г. Уинстън предлага брак на Клементайн в малък храм на Диана в парка, където са се подслонили от дъжда. Двамата се венчават на 12 септември 1908 година в църквата „Сейнт Маргаретс“ в Уестминстър. Църквата е препълнена, епископът на Сейнт Асаф води службата, сватбата е широко отразена. Двойката прекарва медения си месец в Италия. През март 1909 се настаняват в къща на площад Екълстон 33, Лондон.
Двамата имат пет деца: Даяна (1909 – 1963), Рандолф (1911 – 1968), Сара (1914 – 1982), Мериголд (1918 – 1921) и Мери (1922 – 2014). Дъщеря им Мериголд умира на тригодишна възраст през 1921 година от сепсис.

## Военна служба
След като Чърчил завършва Хароу през 1893, той кандидатства в Кралския военен колеж в Сандхърст (днес Кралска военна академия Сандхърст). Издържа приемния изпит от трети опит и постъпва в кавалерията, а не в пехотата, защото изискването за оценката е по-ниско и не трябва да учи математика, която не харесва. Завършва първата година осми по успех от 150 души випуск и въпреки че вече може да се прехвърли в пехотен полк, както иска баща му, той остава в кавалерията. Завършва 20-ти по успех във випуск от 130 души и на 20 февруари 1895 г. е назначен като младши лейтенант в Четвърти кавалерийски полк „Лични хусари на кралицата“ (4th Queen's Own Hussars). (През 1941 г. е произведен в чин полковник, а след войната е удостоен с почетното звание полковник-шеф на полка на „Личните хусари на кралицата“, като и двете са чисто церемониални.)
Заплатата на Чърчил като младши лейтенант е 300 паунда. Той обаче счита, че са му необходими поне още 500 (еквивалентни на 25 000 към 2001 г.), за да поддържа живота на офицер. Майка му осигурява 400 паунда годишно, но това не му стига. Според биографа Рой Дженкинс, това е една от причините той да се заинтересува от професията на военен кореспондент. За Чърчил традиционната кариера в армията е твърде бавна и той започва да търси възможности за участие във военни действия, включително като използва влиянието на майка си и на семейството си. Неговите дописки привличат вниманието на обществото и му спечелват значителен допълнителен доход. Работи като военен кореспондент за няколко лондонски вестника и пише книги за кампаниите. През 1895 г. Чърчил пътува до Куба, където участва като наблюдател в третата война за независимост на Куба. Кореспондент е на вестник Daily Graphic и на 21-вия си рожден ден попада за първи път под обстрел. Там придобива навика да пуши пури и да почива следобед (сиеста).

### Индия
В началото на октомври 1896 полкът на Чърчил е изпратен в Бомбай, Британска Индия, но дълго време не участва в бойни действия. Уинстън използва този период и чете много: Гибън, Томас Маколи, Платон, Адам Смит и др.. Той е считан за най-добрия играч на поло в своя полк и води отбора си до много престижни турнирни победи.
През 1897 г. Чърчил иска да замине като военен кореспондент и ако е необходимо да се бие в Гръцко-турската война, но конфликтът приключва бързо. Докато се подготвя да се завърне в Англия узнава, че три бригади на британската армия ще се бият срещу пущунското племе на северозападната граница на Индия и моли висшестоящите си офицери да го изпратят там. Бие се под командването на генерал Джефри във втора бригада, действаща в Малаканд в граничния регион на Британска Индия. Джефри го изпраща с петнадесет скаута да изследва Мамундската долина. Докато провеждат разузнаване, се натъкват на вражеско племе, слизат от конете и откриват огън. След едночасова престрелка пристига подкрепление – 35-и сикхски полк и бригадата опитва да продължи по пътя си. Стотици туземци обаче им правят засада и ги принуждават да отстъпят. При отстъплението един ранен офицер е посечен и убит пред очите на Чърчил; по-късно той пише за убиеца му: „Забравих всичко друго в този момент освен желанието да убия този човек.“ Числеността на сикхите намалява и следващият командващ офицер нарежда на Чърчил да отведе оцелелите мъже и момчета в безопасност, но той иска писмена бележка, за да не бъде обвинен в дезертьорство. Получава набързо подписана бележка, отправя се нагоре по хълма и вдига по тревога другата бригада. Боевете в региона продължават още две седмици преди да успеят да приберат телата на убитите. Той пише: „Дали си струваше не мога да преценя.“ Негов разказ за обсадата на Малаканд е публикуван през декември 1900 г. и той получава 600 паунда. По време на кампанията пише статии за вестниците The Pioneer и The Daily Telegraph.

### Судан
През 1898 г. Чърчил е прехвърлен в Египет, където посещава Луксор и служи в 21-ви Улански полк „На императрицата на Индия“ (21st Lancers (Empress of India's)) в Судан под командването на генерал Хърбърт Кичънър. По това време той среща двама офицери, с които ще работи по време на Първата световна война: Дъглас Хейг, капитан и Дейвид Бийти, лейтенант на канонерка. В Судан той участва в последния британски кавалерийски щурм в Битката при Омдурман през септември 1898. Работи и като военен кореспондент за вестник Morning Post. През октомври 1898 се завръща във Великобритания и започва да пише двутомната си книга The River War, разказ за повторното завладяване на Судан, която е публикувана през 1899. На 5 май 1899 Чърчил се уволнява от редовната британска армия и минава в запаса.

### Южна Африка
На 12 октомври 1899 избухва Втората англо-бурска война между Великобритания и Бурските републики Южноафриканска република и Оранжева свободна държава и той е назначен за военен кореспондент на Morning Post със заплата от £250 на месец. Заминава с кораба, с който пътува и новоназначеният командир на британските части в Натал Редвърс Булър. След няколко седмици полеви действия Чърчил е пленен, когато придружава брониран влак, попаднал в засада, и е изпратен в лагер за военнопленници в Претория. Храбростта му по време на засадата на влака предизвиква предположения, че ще получи кръст Виктория, най-високата британска награда за храброст, но това не се случва.
Чърчил успява да избяга от лагера и с помощта на един английски минен управител достига до залива Мапуто, португалско Лоуренсо Маркеш – близо 480 км. Бягството му го прави за известно време национален герой във Великобритания, но вместо да се върне у дома, той се връща в армията и участва в нейния марш в помощ на обсадените британци в Лейдисмит и превземането на Претория. Този път, макар и да продължава да е военен кореспондент, той получава назначение в леката кавалерия. Чърчил е сред първите британски войници, влезли в Лейдисмит и Претория. Заедно с братовчед си Чарлс Чърчил, 9-и херцог Марлборо, в Претория успяват да изпреварят всички и да пленят 52 бурски надзиратели на затворнически лагер.
През 1900, Чърчил се връща в Англия на същия кораб Dunottar Castle, с който е плавал осем месеца по-рано. Описва преживяванията си от Бурската война в книгите London to Ladysmith и Ian Hamilton's March. В общите избори през 1900 г. е избран за депутат от Олдъм. След това се отправя на лекционна обиколка из Великобритания, а след това и в САЩ и Канада, печелейки повече от £10 000. Това поставя начало на неговата популярност и е стъпало към политическата му кариера.
На 12 септември 1908 г. Чърчил се жени за Клементайн Хозиър, а след година публикува книга с политическата си философия, Либерализмът и социалният проблем.

### Първата световна война
Първата световна война заварва Чърчил на поста първи лорд на адмиралтейството и той става член на военния кабинет. Той инициира и ръководи съюзническата атака срещу турците на Дарданелите през 1915 г., по което време яростно се застъпва за привличането на България като съюзник на страната на Антантата, което е могло да доведе до победа и превземане на Константинопол. Това обаче не става, а операцията претърпява решителен провал, за което той понася отговорността. На 15 ноември 1915 той е принуден да напусне поста си и правителството като цена за съставяне на ново коалиционно правителство. Започва да търси реабилитация в редовете на действащата армия на Западния фронт, макар и да си остава член на парламента. Опитва се да получи назначение като бригаден командир, но трябва да се удовлетвори с чин майор и с командването на батальон. След това е повишен в подполковник и командва 6-и Батальон на Кралските шотландски стрелци (6th Royal Scots Fusiliers) от януари до май 1916. Кореспонденцията със съпругата му показва, че намерението му при започване на активна служба е да реабилитира репутацията си, но и че осъзнава сериозния риск да загине. Като командир той продължава да показва безразсъдната дързост, характерна за всичките му военни действия, макар че съвсем не одобрява масовото избиване, в което се превръщат много от действията на Западния фронт.

## Политическа кариера (1899 – 1939)
Чърчил мечтае за политическа кариера още от малък и иска да следва стъпките на баща си. Първата възможност да се кандидатира за депутат се открива през 1899 г., когато Консерваторът-депутат Робърт Аскрофт го кани да се кандидатира на междинните избори за място в Парламента от избирателен район Олдъм. Скоро обаче Аскрофт внезапно умира, освобождава се още едно място и изборите стават двойни, като Чърчил е един от кандидатите. Но и двете места са спечелени от либералите, защото националните настроения са срещу консерваторите. Чърчил обаче впечатлява с енергичната си кампания. В общите избори през 1900 г. се кандидатира отново за депутат от Олдъм от Консервативната партия и този път печели.
По време на първата си парламентарна сесия като депутат той се обявява против военните разходи и предложението на правителството на Балфур (на консерваторите и либералните юнионисти) за обширни мита, предназначени да запазят икономическата доминация на Великобритания. След като прочита Бедността, изучаване на градския живот от Сийбом Раунтрий той става поддръжник и на движението за социална реформа. Това противопоставяне на партийната политика го изолира от собствената му партия и от избирателите. През 1904 г. той решава да се присъедини към Либералната партия и вече като либерал продължава да води кампания за свободна търговия. След като през декември 1905 г. либералите сформират правителство с министър-председател Хенри Кемпбъл-Банерман, Чърчил става заместник-министър на колониите, занимавайки се главно с Южна Африка след Бурската война.
При изборите от 1906 г. Чърчил се кандидатира от Либералната партия в избирателен район Северозападен Манчестър. Той печели с мнозинство от 1214 гласа и държи мястото до 1908 г., когато министър-председател става Хърбърт Аскуит. Чърчил е повишен до Президент на търговския борд (министър на икономиката) и остава на този пост до 1910. Той се присъединява към новоназначения канцлер на хазната Дейвид Лойд Джордж срещу предложените от Първия лорд на адмиралтейството Реджиналд МакКена огромни разходи за строежа на линейни кораби (тип дреднаут) и в подкрепа на либералните реформи. Участва в приемането на редица закони: закон за първата минимална заплата във Великобритания (1908), закон за подпомагане на безработните да си намерят работа (1909), първия закон за осигуряването (1911). Като поддръжник на евгениката той участва в написването на Закон за бавноразвиващите се, въпреки че законът, който в крайна сметка се приема, отхвърля неговите предпочитания за стерилизация на слабоумните и затварянето им в институции.
Чърчил помага също за приемането на т.нар. Народен бюджет през 1909 г. – първият бюджет, преразпределящ общественото богатство и ориентиран към социално подпомагане на бедните чрез въвеждане на нови данъци. Обаче след приемането му от Камарата на общините, бюджетът получава вето в Камарата на лордовете, където консерваторите имат мнозинство и е блокиран за една година. За да се преодолее кризата между позициите на двете камари на парламента, се налага двукратно провеждане на общи избори през януари и декември 1910. Либералите водят енергична политическа кампания и ги печелят, с което получават и мандат за осъществяване на реформите. Така бюджетът е приет през 1911 г. със специален закон, който е и от голямо конституционно значение за уреждане на взаимоотношенията между двете камари.
Чърчил става вътрешен министър в правителството на Аскуит. Той провежда няколко реформи на затворническата система, включващи осигуряване на лектори и концерти за затворниците и основаване на специални асоциации, които да им помагат след излежаване на присъдата. По време на едногодишния му мандат има редица случаи, в които действията му като министър са спорни. На първо място това е изпращането на войска в помощ на полицията за потушаване на миньорска стачка във въглищните мини на Уелс през ноември 1910. Макар че войниците не се намесват, репутацията на Чърчил в Уелс е сериозно накърнена и споменът за събитията го преследва дълго след това.
В началото на 1911 Чърчил присъства лично при обсадата на къща на Сидни Стрийт в Лондон, където се укриват дребни криминални престъпници и след ожесточена престрелка избухва пожар. Чърчил не разрешава намесата на пожарната докато не спре стрелбата. След това в къщата са намерени двама мъртви. Инцидентът получава голяма гласност и либералното правителство е критикувано за меката си политика спрямо емигрантите.
Предложеното решение от Чърчил на суфражетския въпрос е да се проведе референдум, но Хърбърт Аскуит е против и въпросът за даване на избирателни права на жените е решен едва след Първата световна война.
През 1911 г. Чърчил е прехвърлен на поста първи лорд на адмиралтейството (съответстващ на държавен секретар, тоест министър на Кралските военноморски сили). Той стартира няколко реформи, сред които създаване на флотска авиация (Royal Naval Air Service, самият той започва да се учи да лети), конструиране на нови и по-големи кораби и преминаването на флота от въглища на течно гориво.

### Първа световна война и следвоенна коалиция
При избухването на Първата световна война Чърчил става член на Военния съвет. Насърчава разработката на танкове, като осигурява финансиране на изследванията от флотските фондове. След това формира специална комисия – „Комисия по сухопътните кораби“ (Landships Committee), която да ръководи разработката на първите британски танкове и макар по-късно разработката на бойния танк да се счита за тактическа победа, за времето си тя е възприемана като пилеене на средства и Чърчил търпи критика. През пролетта на 1915 той е един от политическите и военни стратези на Галиполската кампания на Дарданелите по време на Първата световна война След нейния неуспех Чърчил поема голяма част от вината за фиаското. При формирането на следващото коалиционно правителство през май 1915 г. консерваторите непреклонно искат понижението му и Чърчил е понижен за няколко месеца в канцлер на херцогство Ланкастър (изцяло почетна длъжност – като лично владение на монарха, херцогството е управлявано от кралския двор). Въпреки това той продължава активно да участва в политиката. Това е периодът на преговори за участието на България, която все още е неутрална. 
На 15 ноември 1915 г. Чърчил подава оставка от кабинета и макар че остава член на парламента, постъпва в армията. Служи няколко месеца на Западния фронт, командвайки 6-и Батальон на Кралските шотландски стрелци (6th Royal Scots Fusileers) с чин подполковник Като командир той провежда 36 акции в ивицата ничия земя, без да участва в боеве, макар че неговият участък от фронта при Плугстерт (Ploegsteert) преди това е бил един от най-активните.
През март 1916 г. Чърчил се завръща в Англия, за да говори в Камарата на общините. Когато в края на 1916 Дейвид Лойд Джордж става премиер, той отново привлича Чърчил в кабинета си. През юли 1917 г. Чърчил е назначен за министър на боеприпасите (на военните доставки) и ръководи производството на танкове, самолети, оръдия и снаряди, а през януари 1919 става министър на войната и авиацията и до 1921 г. провежда редица реформи. Той е един от авторите на т.нар. „правило за десетте години“, част от кампания за икономии, основаваща се на допускането, че „през следващите пет или десет години няма да има голяма европейска война“. До към 1929 г. тази политика за запазване на мира е достатъчно адекватна, но през 1932 г. е изоставена поради нарасналата вероятност от война.
Главна грижа в мандата му в Министерството на войната е съюзническата интервенция в Руската гражданска война. Чърчил твърдо поддържа чуждестранната интервенция, декларирайки, че болшевизмът трябва да бъде „удушен в люлката си“. Макар че кабинетът е разединен, той успява да издейства интензификация и удължаване на британското участие въпреки яростната съпротива на лейбъристите. През 1920 г., след изтеглянето на последните британски войски, Чърчил изпраща оръжия на поляците, когато те нахлуват в Украйна. Той става министър на колониите през 1921 г. и подписва Англо-ирландския договор от 1921 г., с който се основава Ирландската независима държава. Чърчил участва в дългите преговори и за да защити британските морски интереси, включва в клаузите на договора три пристанища – Куйнстаун (Коув), Касълтаунбер и Лох Суили, които Кралският флот да използва като атлантически бази. През 1938 г. според условията на Англо-ирландското търговско споразумение, базите са върнати на Ирландия.
След решаването на ирландския въпрос Чърчил насочва цялото си внимание към Близкия изток, като взема непосредствено участие в създаването на няколко арабски държави и в решаването на въпроса за създаването на еврейска държава (в рамките на мандата за управление на Палестина, предоставен на Великобритания от Обществото на народите). Въпреки че през тези години политическите пристрастия на Чърчил придобиват ясна антисоциалистическа ориентация, той продължава да поддържа пролейбъристката платформа на Либералната партия. Неговата позиция срещу болшевиките в Съветския съюз обаче води до охлаждане в отношенията му с Лойд Джордж.
Чърчил е привърженик на употребата на сълзотворен газ за потушаване на кюрдските бунтове в Ирак, но такъв не е бил използван, тъй като конвенционалните бомбардировки се считат за достатъчно ефективни.
През 1923 г. той успешно лобира пред британското правителство да даде ексклузивните права върху персийските (иракски) петролни ресурси на „Burmah Oil“ (днес Бритиш петролиъм).

### Връщане в Консервативната партия – Канцлер на хазната
През септември 1922 г. след среща с членове на парламента, недоволни от справянето с кризата при Чанаккале, Консервативната партия излиза от коалицията и това води до парламентарни избори през октомври. По време на кампанията Чърчил се разболява от апендицит и е опериран. За времето си операцията е опасна и болезнена и е необходимо дълго възстановяване. Това силно затруднява предизборната му кампания, а и Либералната партия продължава вътрешно да е разединена. Той завършва с едва четвърти резултат в избирателен район Дънди. Чърчил по-късно отбелязва, че напуснал Дънди „без пост, без място [в парламента], без партия и без апендикс“. В изборите през 1923 г. той отново се кандидатира за либералите в Лестър и след това като независим в междинните избори през 1924 г., но постига успех едва в Епинг в парламентарните избори през същата година. Макар и да не е консерватор, той е приет много добре в техните среди поради ораторските си способности и възгледите на конституционалист и антисоциалист. През 1925 г. той официално се завръща в Консервативната партия, коментирайки иронично, че „всеки може да си смени боята, но е нужна известна находчивост да я смениш втори път“.
През 1924 г. Чърчил е назначен за канцлер на хазната (финансов министър) в правителството на Стенли Болдуин и ръководи връщането на Великобритания към златния стандарт през 1925, което се оказва катастрофално, защото предизвиква дефлация, безработица и стачки. Това решение, обявено при приемането на бюджета, е взето след дълги консултации с различни икономисти, включително Джон Мейнард Кейнс и директора и борда на Английската банка. По този повод Кейнс пише „Икономическите последици от г-н Чърчил“' (The Economic Consequences of Mr. Churchill), твърдейки че връщането към златния стандарт при предвоенния паритет (1 паунд = 4.86 долара) би довело до световна депресия. Решението общо взето е популярно и на него се гледа като на „здрава икономика“, макар че има и противници като Макс Айткен и Федерацията на британските индустрии.
По-късно Чърчил гледа на това решение като на най-голямата грешка в живота си. Връщането към предвоенния обменен курс и златния стандарт води до нарастване на разходите за производство с около 10% и до индустриален спад. Най-засегната е въглищната индустрия, която вече страда поради преминаването на корабите от въглища към течно гориво. Избухва миньорска стачка, която през 1926 г. прераства в обща стачка и обхваща 6 милиона души. Чърчил е един от най-изявените ѝ противници и нарича стачниците „неанглийски елементи“. Той пише в правителствения вестник British Gazette: „или страната ще пречупи Общата стачка, или Общата стачка ще пречупи страната“. По същото време той твърди, че фашизмът на Бенито Мусолини е „направил услуга на целия свят, показвайки начин за справяне с подривните сили“ – тоест, счита режима му за „средство против руската отрова“. По едно време Чърчил стига дотам, че нарича Мусолини „Римския гений… най-великият законодател сред хората.“ По-късно, когато Мусолини става съюзник на Хитлер, отношението на Чърчил към него се преобръща и той го нарича „Мусолини чакала“ и „Мусолини свинята“.

### Политическа изолация
Консерваторите губят парламентарните избори от 1929 г. През следващите две години Чърчил се дистанцира от лидерите на Консервативната партия по въпросите за защитните мита и Индийското самоуправление и става известен с приятелствата си с вестникарски барони, финансисти и съмнителни хора. Когато Рамзи Макдоналд сформира националното правителство през 1931 г., Чърчил не е поканен да се присъедини към Кабинета и кариерата му влиза в упадък, наречен „годините в пустошта“.
Тези няколко години той прекарва в писане на книги, включително на Marlborough: His Life and Times – биография на прадядо му Джон Чърчил, херцог Марлборо – и История на англоговорещите народи (макар че втората е публикувана след края на Втората световна война), Велики съвременници и на множество вестникарски статии и сборници с речи. Той е един от най-добре платените писатели за времето си. Неговите политически възгледи, публикувани като Парламентарното правителство и икономическият проблем от 1930 г. (повторно издадени в сборник с есета „Мисли и приключения“, 1932) включват идеи за връщане от универсалното избирателно право към такова на базата на имуществен ценз, пропорционална избирателна система за големите градове и икономически „субпарламент“.

#### Индийската независимост
Чърчил осъжда политиката на гражданско неподчинение на Махатма Ганди и индийското движение за независимост през 1930-те, като твърди, че една кръгла маса „е страшна перспектива“. По-късни източници посочват, че Чърчил предпочита Ганди да умре, ако направи гладна стачка. През първата половина на 1930-те, Чърчил застава открито срещу даването на статут на доминион на Индия. Той основава групата „India Defence League“, бореща се за запазване на британската власт в Индия. Чърчил не допуска умереност и през 1930 заявява: „Истината е, че Гандизмът и всичко, за което той се застъпва, ще трябва да бъде преодолян и смазан.“ В речи и статии от този период той прогнозира голямо нарастване на безработицата във Великобритания и граждански безредици в Индия, ако тя получи независимост. Вицекралят лорд Ъруин, назначен от предишното консервативно правителство, участва в кръгла маса в началото на 1931 и обявява съгласието на правителството на Индия да се даде статут на доминион. Това мнение се подкрепя от Либералната партия и, поне официално, от Консервативната партия. През март 1931 г. е сключен т.нар. пакт Ганди-Ъруин, с който се освобождават някои политически затворници и правителството прави отстъпки по отношение на данъка върху солта.
Чърчил е изцяло против кръглата маса и позицията на правителството. На събрание на Консервативната асоциация на Западен Есекс, свикано специално за целта, той казва: „Тревожно и отвратително е да се види г-н Ганди, бунтовен адвокат от Мидъл Темпъл, сега представящ се за факир от тип добре известен на изток, да крачи полугол по стъпалата на вицекралския дворец… за да преговаря на равни начала с представителя на краля-император.“ Той нарича лидерите на Индийски национален конгрес „Брамини, които дърдорят и прокарват принципите на западния либерализъм“, а самия Ганди – „полугол факир“, който „заслужава да бъде изхвърлен през градските порти на Делхи с вързани ръце и крака, за да бъде стъпкан от огромен слон, управляван от новия вицекрал на Индия“.
Чърчил трайно се разграничава от Стенли Болдуин относно индийската независимост и не заема повече никакъв пост докато Болдуин е министър-председател. Според някои историци основното му отношение към Индия е изложено в книгата му Моят ранен живот (1930). По-късен източник на отрицателно отношение на Чърчил по индийските въпроси е Бенгалският глад от 1943 г., когато Чърчил е министър-председател. Националистите обвиняват военновременното правителство на Чърчил за смъртта на над три милиона души. Докато някои коментатори сочат като причина за глада разстроената пазарна система и лошата администрация на провинциално ниво, Артър Херман, автор на Чърчил и Ганди, заявява: „Истинската причина е падането на Бирма в ръцете на японците, което отрязва основния източник за внос на ориз, когато местните източници не достигат… [въпреки че] е истина, че Чърчил е против отклоняването на провизии от други театри на военни действия към Индия, за да се покрие недостигът: това е военно време.“ В отговор на едно спешно искане за хранителни доставки на министъра за Индия, Лео Еймъри и вицекраля на Индия Уейвъл, Чърчил отговаря с телеграма до Уейвъл, питайки, ако храната е толкова оскъдна „защо Ганди още не е умрял.“ През юли 1940, застанал начело на правителството, той приветства започналия конфликт между Мюсюлманската лига и Индийския национален конгрес, надявайки се, че той „ще бъде горчив и кървав“.

#### Германското превъоръжаване и конфликти в Европа и Азия
Още от 1932, когато се противопоставя на разрешаването на Германия да има военен паритет с Франция, Чърчил често говори за опасностите от германското превъоръжаване. По-късно, особено в Надвисналата буря, описва себе си като самотен глас, призоваващ Великобритания да се противопостави на войнствеността на Германия. Обаче първият, който агитира за това, е лорд Лойд. Отношението на Чърчил към фашистките диктатури е двузначно. През 1931 г. при кризата в Манджурия той критикува реакцията на Обществото на народите спрямо японците: „Надявам се, че в Англия ще се опитаме да разберем позицията на Япония, една древна страна… От една страна ги грози тъмната заплаха на Съветска Русия. От друга хаосът в Китай, чиито четири или пет провинции страдат под комунистическо управление“. В съвременни вестникарски статии той нарича испанското републиканско правителство комунистически фронт, а армията на Франко „античервеното движение“. Той подкрепя тайния пакт Хор-Лавал, облагодетелствал Бенито Мусолини и продължава да го хвали до 1937 г.
В реч в Камарата на общините от 1937 г. Чърчил казва „няма да се преструвам, че ако трябваше да избирам между комунизма и националсоциализма, ще избера комунизма“. В есе от 1935 озаглавено Хитлер и неговият избор, което е повторено в книгата му Велики съвременници (1937), Чърчил изразява надежда, че въпреки издигането си на власт чрез диктаторски режим, омраза и жестокост, Хитлер би могъл „да остане в историята като човекът, възстановил честта и умствения покой на великата германска нация и да я върне спокойна, услужлива и силна в предния фронт на европейския семеен кръг.“ Първата значима реч на Чърчил за отбраната на 7 февруари 1934 г. набляга на нуждата да се реформират и подсилят Кралските ВВС и да се създаде единно министерство на отбраната; втората, на 13 юли, призовава за подновена роля за Обществото на народите. Тези три теми остават в неговите изложения до началото на 1936. През 1935 той е един от основателите на кръга The Focus, който събира хора с различни политически възгледи и занятия, обединени в стремежа си към 'отбрана на свободата и мира' и води до формирането на много по-голямото Движение за оръжия и завет (на английски: Arms and the Covenant Movement) през 1936.

#### Криза за абдикацията
През юни 1936 назрява конституционна криза поради намерението на крал Едуард VIII да се ожени за Уолис Симпсън. Скандален за времето си брак – освен че Симпсън не произхожда от аристокрацията, тя е и разведена. Църквата на Англия (чиято глава е Едуард) порицава развода на Симпсън, Парламентът отказва да ѝ даде титла, а нацията недоволства. Кралят трябва да избира между това да запази короната и да се откаже от г-жа Симпсън или да абдикира и да се ожени. Чърчил е против женитбата; той гледа на съществуващия брак на г-жа Симпсън като на „предпазна мярка“ и призовава за отлагане на очертаващата се абдикация. Кризата кулминира в началото на декември 1936 и Чърчил публично подкрепя краля. Той прави дълго изявление, обвинявайки правителството, че прилага неконституционен натиск върху краля, за да го принуди да вземе прибързано решение. На 7 декември се опитва да направи изказване и в Камарата на общините, но е посрещнат враждебно и напуска. В крайна сметка на 11 декември Едуард VIII абдикира.
Репутацията на Чърчил в парламента и в чужбина е сериозно подронена. Някои, като Алистър Кук, тълкуват позицията му в смисъл, че се опитва да създаде кралска партия. Други като Харолд Макмилан изтъкват вредата, която подкрепата за краля от страна на Чърчил нанася на Движението за оръжия и завет. Самият Чърчил по-късно пише „Аз бях толкова ниско в оценката на общественото мнение, че почти всички смятаха, че политическият ми живот е приключил.“

### Роля в Парламента през 30-те
Чърчил по-късно се опитва да се изобрази като (до известна степен) изолиран глас, предупреждаващ за германската опасност и настояващ за превъоръжаване. Макар по време на по-голямата част от 1930-те да се намира в известна изолация в собствената си партия, той получава привилегирована информация от някои членове на правителството, особено от недоволни служители във военното министерство. „Групата на Чърчил“ към края на 30-те се състои само от него, Дънкан Сандис и Брендан Бракен. Тя е изолирана от други фракции в Консервативната партия, също оказващи натиск за по-бързо превъоръжаване и по-силна външна политика, като например водените от Антъни Идън и Лео Еймъри Все пак мнението на Чърчил продължава да тежи пред правителството по много въпроси и той е считан за алтернативен лидер.
Дори и по времето, когато Чърчил води кампания против индийската независимост, той получава официална и иначе секретна информация. От 1932 съседът на Чърчил майор Дезмънд Мортън с одобрението на премиера Рамзи Макдоналд дава на Чърчил информация за германските ВВС. От 1930 нататък Мортън оглавява отдел на Комитета за имперска отбрана, натоварен с проучване на отбраната на други страни. Лорд Суинтън като министър на ВВС дава на Чърчил достъп до официална и иначе секретна информация през 1934 (с одобрението на Болдуин). Суинтън знае, че Чърчил остава критик на правителството, но вярва, че информиран критик е по-добър от такъв, който разчита на слухове. Чърчил яростно критикува политиката на отстъпки към Хитлер, прокарвана от Невил Чембърлейн и в реч пред Камарата на общините той казва:

Даден ви беше изборът между война и безчестие. Избрахте безчестие и ще имате война
—Чърчил, Current Biography 1942, p. 155В оригинал 
You were given the choice between war and dishonour. You chose dishonour, and you will have war
Към 1937 – 1938 г. политическата репутация на Чърчил е сериозно накърнена, но към септември 1939 с нахлуването на Германия в Полша, той се оказва прав. Чембърлейн го назначава в кабинета си.

## Министър-председател през Втората световна война

### „Уинстън се върна“
След избухването на Втората световна война на 3 септември 1939, когато Великобритания обявява война на Германия (в защита на Полша по силата на Англо-полския военен съюз от 25 август 1939 г.) след като Полша игнорира германското предложение за разрешаване на проблемите за Данциг, Данцигския коридор и преследването на германското малцинство в Полша от 29 август 1939 г., Чърчил е назначен за първи лорд на адмиралтейството и член на Военния кабинет, какъвто е бил в началото на Първата световна война. Когато узнават това, от Борда на адмиралтейството изпращат сигнал до флота „Уинстън се върна“ („Winston is back“). На този пост той се оказва един от най-активните министри по време на така наречената „Странна война“, когато единствените забележими действия са по море. Чърчил се застъпва за превантивна окупация на неутралното норвежко пристанище за желязна руда Нарвик и железните мини в Кируна, Швеция, в началото на войната. Чембърлейн и останалата част от военния кабинет обаче не се съгласяват и все отлагат операцията, докато през юни 1940 Норвегия е окупирана от немците.

### Горчиво начало на войната
На 10 май 1940, часове преди германското нашествие във Франция чрез блицкриг през Нидерландия, става ясно, че след провала в Норвегия, страната няма доверие на Чембърлейн за воденето на войната и той подава оставка. Общоприетата версия на събитията е, че лорд Халифакс отказва поста на министър-председател, защото не вярва, че може да управлява страната ефективно като член на Камарата на лордовете вместо на Камарата на общините. Въпреки че министър-председателят традиционно не посочва наследник, Чембърлейн препоръчва това да е някой, който ще има подкрепата и на трите основни партии в Камарата на общините. На среща между Чембърлейн, Халифакс, Чърчил и Дейвид Марджесън, Chief Whip (водач на парламентарната група), е посочен Чърчил и Джордж VI го назначава за министър-председател. Първата работа на Чърчил е да пише на Чембърлейн и да му благодари за подкрепата.
Чърчил е сред първите, осъзнали растящата заплаха от Хитлер, дълго преди началото на войната, но предупрежденията му остават пренебрегнати. Въпреки че в страната има известни настроения за помирение с явно издигащата се Германия, (сред изразителите им е външният министър лорд Халифакс), Чърчил отказва изобщо да обмисля такава възможност. Според Чърчил не би могло и дума да става за някакви преговори с Хитлер. Той отхвърля предложенията на Хитлер за мир и като министър-председател дава решаващия си глас в кабинета за продължаване на войната с Германия. Неговата реторика втвърдява общественото мнение и подготвя Великобритания за дълга война. Чърчил заявява в своята реч Техният най-добър час пред британската Камара на общините на 18 юни 1940, „Очаквам, че битката за Британия ще започне съвсем скоро.“ Отказвайки примирие с Германия, Чърчил поддържа жива съпротивата в Британската империя и създава основата за по-късните съюзнически контраатаки през 1942 – 45, като Британия служи за плацдарм за доставките за Съветския съюз и за освобождаването на Западна Европа.
В отговор на критиките, че липсва военен министър за воденето на войната, Чърчил създава и поема допълнителния пост на министър на отбраната. Той незабавно поставя приятеля и довереника си, индустриалеца и вестникарски барон Макс Айткен, лорд Бийвърбрук, начело на производството на самолети. Бизнес находчивостта на Бийвърбрук позволява на Великобритания бързо да развие самолетното производство и друга техника, които в крайна сметка се оказват решаващи.
Речите на Чърчил са голямо вдъхновение за британците. Първата му реч като министър-председател е известната „Нямам да предложа нищо друго освен кръв, тежък труд, сълзи и пот“. Чърчил недвусмислено дава да се разбере, че Великобритания няма да се съгласи на никакви компромиси:
| “ | Ще попитате каква е нашата цел. Моят отговор е прост – победа. Победа на всяка цена, победа над терора, победа независимо колко дълга и тежка ще е войната, през която ще минем. | ” |

Скоро следват други две също толкова известни речи, произнесени непосредствено преди битката за Британия. В едната се казва:
| “ | … ще се сражаваме във Франция, ще се сражаваме в моретата и океаните, ще се сражаваме с растяща увереност и сила във въздуха, ние ще отбраняваме нашия остров, каквото и да ни струва това, ще се сражаваме по крайбрежието, ще се сражаваме в районите, където би могъл да слезе врагът, ще се сражаваме по полята и улиците, ще се сражаваме по нашите хълмове, няма да се предадем никога. | ” |

В другата:
| “ | Нека следователно се стегнем за нашия дълг и да се държим така, че ако Британската империя и нейната Общност съществуват хиляда години, хората все още да казват, „Това бе техният най-добър час.“. | ” |

Във връхната точка на битката за Британия неговият обзор на ситуацията включва паметния израз „Никога в полето на човешкия конфликт толкова много хора не са дължали толкова много на толкова малко (малцина)“, което поражда трайното прозвище Малцината за пилотите от КВВС, които я спечелват.
На 10 май 1941 г. Хитлер изпраща заместник-фюрера Рудолф Хес във Великобритания с подробен мирен договор, според който Германия ще се изтегли от Западна Европа в замяна на британски неутралитет за предстоящото нападение срещу Съветския съюз. Чърчил хвърля Хес в затвора.
Една от най-известните му военни речи е от 10 ноември 1942 след съюзническата победа във втората битка при Ел Аламейн. Чърчил казва:
| “ | Това не е краят. Дори не е началото на края. Но може би е краят на началото. | ” |

### Отношения със Съединените щати
До момента, в който САЩ влизат във войната, Чърчил смятал, че ще воюва сам. Основата на неговата стратегия са бомбардировките над Германия и концентрацията на сили в Средиземноморието и в Близкия изток. Чърчил се нуждае от американската помощ – както икономическа, така и военна. САЩ оказват значителна подкрепа на Великобритания, но от друга страна, тоталният американски контрол над английската икономика лишава страната от всякаква икономическа самостоятелност по време на войната. Въпреки това Чърчил държи на тясното сътрудничество и съюза със САЩ. Това сътрудничество е потвърдено и на Атлантическата конференция с президента на САЩ Франклин Рузвелт през август 1941 г. По-късно към двамата се присъединява и генералният секретар на КПСС Йосиф Сталин, създавайки по този начин Голямата тройка. След края на войната близките отношения на трите страни съюзнички в антихитлеристката коалиция изчезват напълно.
Доброто отношение на Чърчил с Франклин Д. Рузвелт осигурява жизненоважни хранителни доставки, петрол и муниции през Северния Атлантик. По тази причина Чърчил е облекчен, когато Рузвелт е преизбран на поста през 1940 г. При преизбирането си Рузвелт веднага започва да прилага нов метод за доставяне на оръжия и припаси на Великобритания без нуждата за монетарно плащане. Накратко, Рузвелт убеждава Конгреса, че отплатата за тази твърде скъпа услуга е отбраната на САЩ; и така се ражда програмата заем-наем (на английски: lend-lease). Чърчил има 12 стратегически конференции с Рузвелт, които покриват широк кръг от теми: Атлантическата харта, стратегията „Първо Европа“ (т.е. съсредоточаване на усилията отначало в Европа, а едва след това срещу Япония), Декларацията на Обединените нации и др.
След нападението над Пърл Харбър, първата мисъл на Чърчил е, че Америка ще се присъедини: „Спечелихме войната!“ На 26 декември 1941, Чърчил се обръща към съвместна сесия на Американския конгрес, визирайки Германия и Япония, „За какъв вид хора ни мислят?“ Чърчил е основоположник на Управлението за специални операции (на английски: Special Operations Executive) като част от министерството за икономическа война; то планира, провежда и насърчава секретни, подривни и партизански операции в окупираните територии със значителен успех; в него служат британските командоси, които са образец за повечето настоящи световни специални сили.
Здравето на Чърчил е крехко, както става ясно от лекия сърдечен удар, който получава през декември 1941 в Белия дом, а също и през декември 1943, когато заболява от пневмония. Въпреки това той пътува повече от 160 000 км през цялата война, за да се среща с други национални лидери. С оглед на сигурността той обикновено пътува под псевдонима „полковник Уордън“.
През януари 1943 г. на среща в Казабланка между Чърчил и Рузвелт, американският президент предлага предвид изхода от битката при Ел Аламейн и особено с оглед развоя на Сталинградската битка, съюзниците да приемат предложение за мир единствено при условията на „безусловна капитулация“ на Германия и нейните съюзници, сред които е и България. Тази политика е потвърдена на срещата на външните министри на съюзниците в Москва през октомври 1943 г., когато Съветския съюз се присъединява към формулата, която договорка е и официализирана на Техеранската конференция. Като цяло Чърчил не одобрява заложената философия в безусловната капитулация. Според него това ще накара германците да се бият още по-ожесточено, което само ще удължи и оскъпи войната.
Безусловната капитулация изисквана от Япония става причина и за атомните бомбардировки през 1945 г. с които на практика приключва най-опустошителната война в историята.
След откриването на Втория фронт в Нормандия в началото на юни 1944 г. у Чърчил се появява нова надежда. Под влияние на командващия британската армия генерал Александър той възприема идеята войските, предназначени да проведат операция Анвил (десант в района на южното крайбрежие на Франция), да бъдат прехвърлени на италианския фронт в подкрепа на армията на Александър. Този замисъл има стратегическата цел да създаде плацдарм в района на Триест–Любляна и оттам да настъпи към Будапеща и Виена, за да се добере до тези градове преди Съветската армия. По този начин освен затварянето на достъпа на съветските войски до района на Източното Средиземноморие (чрез осъществяване на планираната интервенция в Гърция), англо-американските войски биха получили възможност да заемат важни позиции в Централна Европа. Замисълът остава нереализиран.
Чърчил участва в договорите, които предначертават следвоенните европейски и азиатски граници. Те се обсъждат още през 1943. На Втората квебекска конференция през 1944 той начертава и заедно с Франклин Д. Рузвелт подписва смекчен вариант на първоначалния план Моргенто, с който те се заричат да превърнат Германия след безусловната ѝ капитулация „в страна главно земеделска и пасторална по своя характер.“ След смъртта на Рузвелт през април 1945, добрите отношения на Чърчил с Хари Труман също са от голямо значение за двете страни. Макар явно да съжалява за загубата на близкия си приятел и партньор Рузвелт, Чърчил силно подкрепя Труман в първите му дни на поста, наричайки го „онзи вид необходим лидер, от който се светът се нуждае най-много.“ Предложенията за европейските граници и селища официално се договарят от Хари С. Труман, Чърчил и Йосиф Сталин в Потсдам.

### Отношения със Съветския съюз
Когато Хитлер нахлува в СССР, Уинстън Чърчил, дотогава пламенен антикомунист, променя позицията си спрямо Съветския съюз пред лицето на общия враг и заявява „Ако Хитлер нахлуе в ада, аз дори бих казал добра дума за дявола в Камарата на общините“,. Скоро в помощ на руснаците се насочват английски доставки и танкове.
Един от спорните въпроси, наследени още от Първата световна война, са границите на Полша. На конференцията в Техеран е прието предложението на Чърчил да се удовлетворят претенциите на Полша за земите на Западна Беларус и Западна Украйна за сметка на изместване на западната ѝ граница с Германия, а границата на изток да минава по т.нар. „линия на Кързън“. Полското правителство в изгнание е против и след войната на това решение в Полша се гледа като на предателство. Чърчил се опитва да убеди Станислав Миколайчик, полски министър-председател в изгнание, да приеме желанията на Сталин, но Миколайчик отказва. Чърчил е убеден, че единственият начин да се облекчи напрежението е прехвърлянето на големи маси хора, така че да населяват съответните национални граници.
Както обяснява пред Камарата на общините на 15 декември 1944, „Експулсация е методът, който, доколкото можем да видим, ще бъде най-задоволителен и траен. Няма да има смесено население, което да причинява безкрайни тревоги… Ще бъде направено прочистване. Не съм разтревожен от тези прехвърляния, които са по-възможни в съвременните условия.“ Последвалите експулсации на германци от Полша са проведени с много трудности и според доклад от 1966 на западногерманското министерство на бежанците, са довели до смъртта на над 2.1 млн. души. Чърчил се противопоставя на фактическата анексия на Полша от Съветския съюз и пише огорчен за нея в книгите си, но не успява да я предотврати на конференциите.
През октомври 1944 г., той и Идън отиват в Москва, за да се срещнат със съветските лидери. В този момент руските сили започват да напредват в различни източноевропейски страни. Чърчил поддържа възгледа, че докато всичко се изработи официално и порядъчно на Ялтенската конференция, трябва да има някакво временно военновременно споразумение за това кой какво ще управлява. Най-значителната от тези срещи е на 9 октомври 1944 г. в Кремъл между Чърчил и Сталин. По време на срещата се обсъждат Полша и балканските проблеми. Чърчил си спомня речта си пред Сталин в деня:
| “ | Нека да разрешим работите си в Балканите. Вашите армии са в Румъния и България. Ние имаме интереси, мисии и агенти там. Нека не си пречим. Що се отнася до Великобритания и Русия, какво ще кажете да имате деветдесет процента доминация в Румъния, ние да имаме деветдесет процента влияние в Гърция и да отидем петдесет на петдесет в Югославия? | ” |

Сталин се съгласява с това Процентно споразумение, правейки отметка на къс хартия след превода. През 1958 г., пет години след публикуването на разказа за тази среща (във Втората световна война от Чърчил), властите в Съветския съюз отричат, че Сталин е приел „империалистическото предложение“.
Едно от решенията на Ялтенската конференция е, че Съюзниците ще върнат в Съветския съюз всички съветски граждани от съюзническата зона. Това се отнася незабавно до съветските военнопленници, освободени от съюзниците, но е разширено и до всички източноевропейски бежанци (т.нар. операция „Килхол“). Александър Солженицин я нарича „последната тайна на Втората световна война.“ Операцията решава съдбата на до два милиона следвоенни бежанци, бягащи от източна Европа.

### Дрезденските бомбардировки
Между 13 и 15 февруари 1945, британски и американски бомбардировачи нападат германския град Дрезден, в който са стълпени германски ранени и бежанци. Заради културното значение на града и големия брой цивилни жертви (около 135 000) близо до края на войната, бомбардировката става едно от най-спорните съюзнически действия през войната, макар че е породена от стремежа да се подпомогнат руснаците на Източния фронт (на Ялтенската конференция те специално молят за унищожаването на комуникационния център Дрезден). След акцията Чърчил заявява в свръхсекретна телеграма:
| “ | Струва ми се, че е дошъл моментът, когато въпросът за бомбардиране на германски градове само за увеличаване на терора, макар и под друг претекст, трябва да се преразгледа… Чувствам нуждата за по-точна концентрация върху военни цели като петрол и комуникации зад непосредствената бойна зона, а не на прости актове на терор и безцелно разрушение, колкото и да е внушително. | ” |

Размишлявайки под натиска на главния щаб и в отговор на мненията на Чарлс Портал (началник на военновъздушните сили) и Артър Харис (главнокомандуващ на бомбардировачите) Чърчил оттегля първия меморандум и издава нов. В крайната версия на меморандума от 1 април 1945, се казва:
| “ | Струва ми се, че е дошъл моментът, когато въпросът за така нареченото 'зоново бомбардиране' на германски градове трябва да се преразгледа от гледна точка на нашите собствени интереси. Ако поемем контрол над напълно опустошена земя, ще има голям недостиг на квартири за нас и нашите съюзници… Трябва да се погрижим нашите атаки да не вредят дългосрочно повече на нас, отколкото на военното усилие на врага. | ” |

В крайна сметка отговорността за британското участие в това нападение е на Чърчил, което става и причина за критиките по негов адрес. Германският историк Йорг Фридрих смята, че „решението на Уинстън Чърчил да бомбардира зоново съкрушената Германия между януари и май 1945 г. е военно престъпление.“

### Втората световна война приключва
През юни 1944 съюзническите сили нахлуват в Нормандия и през следващата година отблъскват германските сили на широк фронт. Германия в крайна сметка е победена, след като е нападната на три фронта от съюзниците, макар че има и провали като операция Маркет Гардън и германски контраатаки като Арденската офанзива. На 7 май 1945 в щабквартирата на Съюзниците в Реймс е подписана германската капитулация. В същия ден журналистът Джон Снаг обявява по Би Би Си, че 8 май ще бъде Ден на победата в Европа. В Деня на победата Чърчил съобщава на нацията, че Германия е капитулирала и че една минута след полунощ ще настъпи окончателно примирие на всички фронтове. След това Чърчил казва на множеството пред Уайтхол: „Това е ваша победа.“ Хората извикват: „Не, твоя е.“ и Чърчил тогава ги повежда в пеенето на Land of Hope and Glory. Вечерта той прави друго изказване към нацията, изразявайки увереност в победата над Япония в идните месеци. Японците капитулират на 15 август 1945.
Докато Европа празнува мира след шест години война, Чърчил е зает с нови предизвикателства. Той смята, че Великобритания и САЩ трябва да се подготвят за нарушение на договорените преди това граници и споразумения в Европа и да се подготвят да „наложат на Русия волята на Съединените щати и Британската империя.“ Според плана на Операция Немислимо, заповядан от Чърчил и развит от Британските въоръжени сили, Третата световна война е можела да започне на 1 юли 1945 с внезапно нападение срещу съюзническите съветски войски. Планът е отхвърлен от британските началник-щабове като военно неосъществим.

## Начело на опозицията след войната
Въпреки че ролята на Чърчил във Втората световна война е генерирала много подкрепа за него сред британското население, той е победен в парламентарните избори от 1945. Много са причините за това, като ключови сред тях са, че у населението има желание за следвоенни реформи и че не е задължително човекът, водил Великобритания през войната, да я води в мир. Очаквало се е, че Чърчил ще сдаде поста на Антъни Идън, който става негов заместник след загубата на изборите, но Чърчил (макар да е над седемдесет) е решен да се пребори като лидер и Идън е твърде лоялен, за да оспорва лидерския му пост. Така изминават десет години преди Чърчил най-сетне да предаде властта на Идън.
Втората световна война довежда Великобритания до банкрут и тя е принудена да вземе заем от $ 4.33 милиарда ($56 милиарда през 2012 г.) от САЩ. Почти веднага след края на Втората световна война, Британската империя започва да се разпада като първо Трансйордания (1946), Индия (1947), Пакистан (1947), Шри Ланка (1948) и Мианмар (1948) получават независимост. През 1948 г. Британският мандат в Палестина рухва и е създадена държавата Израел.
В продължение на шест години той е лидер на опозицията и продължава да оказва влияние върху световните дела. По време на пътуването си през март 1946 до САЩ, Чърчил губи много пари от Хари Труман и неговите съветници в прочута игра на покер. По време на това пътуване той изнася и своята реч за Желязната завеса за Съветския съюз и създаването на Източния блок. Говорейки на 5 март 1946 във Фултън, Мисури, той заявява:
| “ | От Шчечин в Балтика до Триест в Адриатика, през континента е спусната Желязна завеса. Зад тази линия лежат столиците на всички древни държави от Централна и Източна Европа. Варшава, Берлин, Прага, Виена, Будапеща, Белград, Букурещ и София, всички тези известни градове и жителите около тях се намират в това, което трябва да нарека Съветска сфера. | ” |

Въпреки че се изказва и за обединение на Европа като „един вид Съединени европейски щати“ Чърчил настоява за британска независимост от Европейската общност за въглища и стомана, на която гледа като на френско-германски проект. Той вижда мястото на Великобритания отделно от континента, с много повече общо със страните от Британската общност и със Съединените щати, така наречената Англосфера.

## Втори мандат като министър-председател

### Връщане в правителството и упадък на Британската империя
След парламентарните избори през октомври 1951 Чърчил отново става министър-председател до оставката си през април 1955. Вътрешните му приоритети са засенчени от поредица кризи във външните отношения, които отчасти са резултат на продължителния упадък на британския военен и имперски престиж и сила. Бидейки силен привърженик на Великобритания като световна сила, Чърчил често посреща такива кризи с директни действия. Един пример е изпращането на британски войски в Кения, за да се справят с бунта на мау мау. Опитвайки се да задържи каквото може от империята, той веднъж заявява, че „Аз няма да председателствам разчленяване.“

### Война в Малая
Следват събития, известни като Малайското извънредно положение. От 1948 в Малая има бунт срещу британското управление. Отново правителството на Чърчил наследява криза и той избира да използва директни военни действия срещу бунтовниците, докато се опитва да изгради съюз с лоялните жители. Докато бунтът бавно се потушава, става пределно ясно, че колониалното управление от Великобритания отива към края си.

### Отношения със Съединените щати
Чърчил посвещава много от времето си и на англо-американските отношения и въпреки че невинаги е съгласен с президента Дуайт Айзенхауер, се опитва да поддържа специалните двустранни отношения. Той прави четири официални визити в САЩ по време на втория си мандат като министър-председател. МИ-6 извършва съвместно с ЦРУ държавният преврат в Иран, с който е свален от власт премиерът Мохамед Мосадек.
През юни 1953 Чърчил получава инсулт на Даунинг Стрийт 10, който е втори след 1949 г., (тогава получен по време на почивка във Франция). Новините за здравословното му състояние се пазят в тайна, но усещайки, че се влошава както физически, така и умствено, през 1955 той сам подава оставка и е наследен на поста от Антъни Идън. Получава още един слаб инсулт през декември 1956.

## Оттегляне и смърт
Кралица Елизабет II предлага да направи Чърчил херцог на Лондон, но това се отхвърля поради протестите на сина му Рандолф, който ще трябва да наследи титлата при смъртта му. След като напуска правителството, той прекарва все по-малко време в парламента и се оттегля окончателно през 1964. През 1963 г. американският президент Джон Кенеди, упълномощен от Конгреса, обявява Чърчил за почетен гражданин на САЩ, но той не е в състояние да посети церемонията в Белия дом. На 15 януари 1965 г. Чърчил получава тежък удар. Той умира в дома си девет дни по-късно на 24 януари 1965 г., на 90-годишна възраст.
По декрет на кралицата тялото му е изложено за поклонение за три дни и на 30 януари се провежда държавна погребална служба в катедралата Свети Павел. Необичайно за случая кралицата присъства на погребението. При погребалното шествие Кралската артилерия стреля с 19 оръдия, както подобава на глава на правителство, а КВВС прелитат с шестнадесет изтребителя. По молба на Чърчил той е погребан в семейното място в църквата Свети Мартин, Блейдън, близо до Уудсток, недалеч от родното му място, двореца Бленъм. По-късно през 1965 г. в Уестминстърското абатство е поставен мемориал на Чърчил, създаден от гравьора Рейнолдс Стоун. През 1973 г. на площада пред парламента е поставен паметник на Чърчил в цял ръст, дело на скулптора Робърт-Джоунс.

## Чърчил и България
По време на Първата световна война като член на Военния съвет Чърчил яростно се застъпва пред кабинета за привличането на България на страната на Антантата „на всяка цена“. В писмо до външния министър Едуард Грей Чърчил протестира против пасивното изчакване на събитията от Форин офис:
| “ | Аз съм изцяло в полза на това да играем играта така, че да получим България... Тя е голямата награда и чак когато разберем със сигурност, че тя няма да се присъедини към нас, можем да вземем предвид гръцките и сръбските интереси... Засега сме в българския лагер, нека да останем в него. Тя (България) струва колкото останалите взети заедно и тя ще докара останалите. | ” |

През юни 1915 г. Чърчил пише меморандум, в който казва, че при първия по-значителен успех при Дарданелите:
| “ | България неизбежно трябва да се устреми към Одрин, а с България целият Балкански полуостров ще мине на наша страна. | ” |

 В меморандум от юли 1915 г. Чърчил пише:
| “ | Ние трябва да спечелим България сега. България е силна, армията ѝ е готова, народът ѝ е уязвен от руските поражения, териториалните ѝ искания са справедливи и напълно отговарят на принципите за правата на народите, от които трябва да се ръководим. Само по себе си подтисничеството, упражнявано от сърбите в българските области в Македония, е голямо зло. Присъединяването на Кавала към Гърция след Втората балканска война се оказа, както бе признато още тогава, долно и неразумно дело. В исканията, които сега България издига, няма нищо, което да е несъвместимо с принципите на разума и честта | ” |

.
Балканските страни обаче се държат резервирано и отказват да се присъединят към „каузата на справедливостта срещу хунското варварство“.
През Втората световна война България първоначално поддържа неутралитет, като по отношение на Крайовската спогодба от 5 септември 1940 г. Чърчил казва:
| “ | Винаги съм смятал, че Южна Добруджа трябва да принадлежи на България. | ” |

Това обаче не донася промяна на общественото мнение в България в полза на Великобритания, тъй като спогодбата е сключена изключително под натиска на Третия райх.
На 1 март 1941 г. България се включва във войната на страната на Тристранния пакт, с което става противник на Съюзниците.
Пренасянето на бойните действия през есента на 1943 г. на територията на Южна Италия довежда до попадането на Балканите в обсега на съюзническата бомбардировъчна авиация. Това обстоятелство е съчетано с примамливите за Чърчил перспективи за падането на прогерманския режим в България преди появата на Съветската армия в района на Балканите.
Въздушната война срещу България започва на 14 ноември 1943 г. и продължава до края на март 1944 г. Британските и американските бомбардировачи пристигат над своите цели (най-често София) на големи ескадрили, прикривани от значителни формации изтребители. Командването на Вермахта не е в състояние да помогне на малобройната българска авиация, разполагаща с изостанала и износена материална база. Независимо от това българските летци встъпват в неравна битка с превъзхождащия ги противник. Само по време на една от големите бомбардировки над София са свалени осем български изтребителя. Капитан Димитър Списаревски врязва самолета си в американски бомбардировач B-17 „Летяща крепост“, за да не допусне той да хвърли товара си над София. Въпреки превъзходството си, и съюзническата авиация търпи загуби – 329 членове на нейните екипажи попадат в плен, от които 69 умират от раните си. В резултат от бомбардировките са убити няколко хиляди души, стотици са тежко ранени, напълно разрушени са 1500 сгради само в София. Бомбардирани са и Враца, Дупница, Скопие.
По повод смъртта на цар Борис III Чърчил казва:
| “ | Каквото сполетя цар Борис, ще сполети също и други, които са на страната на Германия! | ” |

На 6 февруари 1944 г. американското посолство в Анкара информира президента си, че посланикът на България в Турция Н. Балабанов е разисквал възможността за промяна на българската политика, без да поставя никакви предварителни условия с изключение на едно-единствено – да бъдат запазени границите на България от преди Втората световна война. От българска страна е отправено искането да бъдат прекратени бомбардировките над страната до пристигането в Анкара на официална българска мисия, упълномощена да преговаря със Съюзниците по въпроса за излизането на България от войната. След получаването на тази информация Рузвелт се обръща към Чърчил с предложение да бъдат прекратени бомбардировките над България. В своята ответна телеграма Чърчил пише:
| “ | След като лекарството е свършило толкова добра работа, нека да продължат да получават допълнителни дози от него. | ” |

## Заемани постове в изпълнителната власт
В британската политическа практика йерархията в правителството (официално име „кабинет на Нейно (или Негово) Величество“) се разпростира далеч отвъд обичайното разграничение между министър-председател и министри. Наред с наименованията на фактическите им ресори, министрите носят и традиционни за постовете титли, наследство от минали епохи. Най-високо в йерархията стои премиер-министърът (на английски: Prime Minister). Непосредствено под него е канцлерът на хазната – финансовият министър, който е и Първи държавен секретар (на английски: Chancellor of the Exchequer, First Secretary of State, съответстващ на вицепремиер в правителствата на други държави). Следват държавните секретари (на английски: Secretaries of State), които оглавяват министерствата. Едно стъпало по-надолу в йерархията са министрите, които в кабинета са с ранг на заместник-министри (например в Министерството на външните работи има държавен секретар на външните и общностните работи (на английски: Secretary of State for Foreign and Commonwealth Affairs), но има и министър (на английски: Minister of State for Foreign and Commonwealth Affairs), който по същество е първи заместник-министър на външните работи) или оглавяват самостоятелни държавни агенции с по-нисък ранг от министерство, пряко подчинени на премиера. Още едно стъпало по-ниско в йерархията са президентите на съвещателни комисии, сформирани към правителството с административна заповед на премиера, а не със закон на парламента. Те са с временен характер и макар съществуването им да може да продължи през целия мандат на кабинета, те спират да съществуват с приключването на мандата и следващият премиер трябва да създаде нови.
Чърчил е заемал следните правителствени постове:
| Пост                                                                           | Приблизителен превод                                                                       | Ресор | Период                                    | Правителство | Премиер              |
| ------------------------------------------------------------------------------ | ------------------------------------------------------------------------------------------ | --- | ----------------------------------------- | --- | -------------------- |
| President of the Board of Trade                                                | Председател на правителствената комисия по търговията                                      | По това време няма министерство на търговията. | 12 април 1908 г. – 14 февруари 1910 г.    | Либерално управление в различни състави от 1905 г. до 1916 г.                                                                      | Хърбърт Хенри Аскуит |
| Home Secretary                                                                 | Министър на вътрешните работи                                                              | Общественият ред и сигурност във Великобритания са прерогатив на местните власти. Министерството на вътрешните работи (Home Office) има за задача да координира сътрудничеството им и отговаря за по-тежки ресори, свързани с националната сигурност – шпионаж, тероризъм, сепаратизъм. | 19 февруари 1910 г. – 24 октомври 1911 г. | Либерално управление в различни състави от 1905 г. до 1916 г.                                                                      | Хърбърт Хенри Аскуит |
| First Lord of the Admiralty                                                    | Първи лорд на адмиралтейството                                                             | Военноморски министър. (* Да не се бърка с първи морски лорд, който е най-висшият военноморски офицер.) | 24 октомври 1911 г. – 25 май 1915 г.      | Либерално управление в различни състави от 1905 г. до 1916 г.                                                                      | Хърбърт Хенри Аскуит |
| Chancellor of the Duchy of Lancaster                                           | Канцлер на Херцогство Ланкастър                                                            | Херцогство Ланкастър е лично владение на британския монарх. Това му отрежда особен статут сред териториалните единици в Обединеното кралство. От друга страна, тъй като монархът властва както в херцогството, така и извън него, необходимостта действията на правителството да се препотвърждават от Канцлера в рамките на херцогството са чиста формалност, което до голяма степен превръща длъжността в синекурна. Така на практика до голяма степен функцията на Канцлера на Херцогство Ланкастър в рамките на Кабинета е на министър за специални поръчения. | 25 май 1915 г. – 25 ноември 1915 г.       | Либерално управление в различни състави от 1905 г. до 1916 г.                                                                      | Хърбърт Хенри Аскуит |
| Minister of Munitions                                                          | Заместник-министър, отговарящ за мунициите                                                 | Постът е създаден в пряко подчинение на премиера с цел да координира промишлеността и военните ведомства по отношение производството на муниции, след широките притеснения в обществото, че произвежданите за военните действия муниции не са в достатъчни количества. | 17 юли 1917 г. – 10 януари 1919 г.        | Коалиционно управление в различни състави от 1916 г. до 1922 г.                                                                    | Дейвид Лойд Джордж   |
| Secretary of State for War                                                     | Министър на войната                                                                        | По това време британската армия (сухопътните войски) и Кралските военноморски сили са подчинени на отделни министерства. След формирането на самостоятелни Кралски военновъздушни сили към Министерството на войната (War Office, надзираващо Британската армия) и Адмиралтейството (Admiralty, надзираващо Кралските ВМС) се прибавя и Министерство на авиацията (Air Ministry, надзираващо както Кралските ВВС, така и гражданското въздухоплаване). | 10 януари 1919 г. – 13 февруари 1921 г.   | Коалиционно управление в различни състави от 1916 г. до 1922 г.                                                                    | Дейвид Лойд Джордж   |
| Secretary of State for Air                                                     | Министър на авиацията                                                                      | По това време британската армия (сухопътните войски) и Кралските военноморски сили са подчинени на отделни министерства. След формирането на самостоятелни Кралски военновъздушни сили към Министерството на войната (War Office, надзираващо Британската армия) и Адмиралтейството (Admiralty, надзираващо Кралските ВМС) се прибавя и Министерство на авиацията (Air Ministry, надзираващо както Кралските ВВС, така и гражданското въздухоплаване). | 10 януари 1919 г. – 13 февруари 1921 г.   | Коалиционно управление в различни състави от 1916 г. до 1922 г.                                                                    | Дейвид Лойд Джордж   |
| Secretary of State for the Colonies                                            | Министър за колониите                                                                      | Колониалното министерство (Colonial Office) отговаря за гражданската администрация на колониите (без Индийски Радж – днешни Индия, Пакистан, Бангладеш и Шри Ланка, за които е отговаряло отделно министерство). | 13 февруари 1921 г. – 19 октомври 1922 г. | Коалиционно управление в различни състави от 1916 г. до 1922 г.                                                                    | Дейвид Лойд Джордж   |
| Chancellor of the Exchequer                                                    | Канцлер на хазната                                                                         | Първи вицепремиер и финансов министър. | 6 ноември 1924 г. – 4 юни 1929 г.         | Управление на Консервативната партия от 1924 г. до 1929 г.                                                                         | Стенли Болдуин       |
| First Lord of the Admiralty                                                    | Първи лорд на адмиралтейството                                                             | Военноморски министър. | 3 септември 1939 г. – 11 май 1940 г.      | Военновременен кабинет на Чембърлейн, съставен от Консервативната и части от Национал-лейбъристката и Национал-либералната партии. | Невил Чембърлейн     |
| Prime Minister of the United Kingdom Minister of Defence of the United Kingdom | Министър-председател на Обединеното кралство Министър на отбраната на Обединеното кралство | Министър-председател. Широкият коалиционен кабинет на Чърчил, воден от Консервативната партия и включващ Лейбъристката, Либералната, Национал-лейбъристката, Национал-либералната и независими политици, е сформиран в деня, в който Вермахтът нахлува във Франция и става ясно, че предвоенната политика на Чембърлейн за омиротворяване на Хитлер чрез отстъпки претърпява тотален крах. Освен премиер, Чърчил е и първият Министър на отбраната на Великобритания, обединявайки в едно ресорите на първи лорд на адмиралтейството, министър на войната и министър на авиацията – нещо, за което той призовава още от предвоенния период, когато е част от опозицията. Трите министерства са обединени официално едва през 1964 г. Две седмици след безусловната капитулация на Третия райх той връчва оставката на правителството, за да върне страната към мирен живот и да възстанови демократичната практика на формиране на правителство чрез избори. | 10 май 1940 г. – 23 май 1945 г.           | Военновременен кабинет на Чърчил.                                                                                                  | Чърчил               |
| Prime Minister of the United Kingdom                                           | Министър-председател на Обединеното кралство                                               | След връчването на оставката на кабинета на 23 май 1945 г. Чърчил получава от крал Джордж V мандат за съставяне на служебно правителство, което да управлява до формирането на нов парламент. Военновременният парламент е разпуснат на 15 юни, на 5 юли са проведени изборите и след забавяне резултатите са оповестени на 26 юли. На тази дата служебният кабинет подава оставка. Изборите са спечелени от лейбъристите и техният председател Клемент Атли става новият премиер. | 23 май 1945 г. – 26 юли 1945 г.           | Служебен кабинет на Чърчил. | Чърчил               |
| Prime Minister of the United Kingdom Minister of Defence of the United Kingdom | Министър-председател на Обединеното кралство Министър на отбраната на Обединеното кралство | След свиканите предсрочни избори през 1951 г., които Лейбъристите на Атли губят, Уинстън Чърчил сформира своя трети кабинет. В него отново поема и поста на Министър на отбраната (в периода 28 октомври 1951 г. – 1 март 1952 г.). | 26 октомври 1951 г. – 5 април 1955 г.     | Трети кабинет на Чърчил. | Чърчил               |

## Чърчил като художник, историк и писател
Уинстън Чърчил е талантлив художник и с удоволствие рисува, особено след оставката си като първи лорд на адмиралтейството през 1915. В изкуството той открива убежище от депресията или както той я нарича „черното куче“, от която страда през целия си живот. Както Уилям Рийс Мог заявява, „В личния си живот той страда от „черното куче“ на депресията. [Но] в неговите пейзажи и натюрморти няма признак на депресия.“ Чърчил е убеден и научен да рисува от приятеля му художник, Пол Мейз, когото среща през Първата световна война. Мейз оказва голямо влияние върху рисуването на Чърчил и става негов доживотен спътник в изкуството. Чърчил е най-известен със своите импресионистични пейзажи, много от които са нарисувани, докато е на почивка в Южна Франция, Египет или Мароко. Той практикува хобито си през целия си живот и рисува стотици картини, много от които се намират в студиото в Чартуел, както и в частни колекции. Повечето му картини са маслени пейзажи, но той прави също така множество интериорни сцени и портрети.
Поради ограниченото време по време на Втората световна война той рисува само една картина: изглед от кулата на Вила Тейлър в Маракеш.
Въпреки славата си и произхода си от висшето общество Чърчил винаги с труд поддържа дохода, необходим да поддържа екстравагантния си стил. Преди 1946 г. членовете на парламента получават само номинална заплата (и всъщност не получават нищо до 1911 г.), така че мнозина си изкарват прехраната с други професии. От първата си книга (Историята на Малакандското поле) през 1898 до втория си мандат като министър-председател, доходът на Чърчил идва почти изцяло от писането на книги и статии с мнения за вестници и списания. Най-известните му вестникарски статии се появяват в Ивнинг Стандарт от 1936 и предупреждават за възхода на Хитлер и опасността от политиката на помирение, възприета от тогавашното правителство.
Чърчил е плодовит писател, написвайки освен вестникарските си статии един роман, две биографии, многотомни мемоари и няколко исторически труда. Награден е с Нобелова награда за литература през 1953 „за своето майсторство в историческото и биографично описание, както и за брилянтно ораторство в защитата на възвишени човешки ценности“. Две от най-известните му книги са публикувани след първия му мандат като министър-председател и му донасят международна слава: мемоарите в шест тома Втората световна война и История на англоговорещите народи – четири тома, покриващи историята от походите на Цезар в Британия (55 пр.н.е.) до началото на Първата световна война (1914).
Четирите тома на поредицата „История на англоговорещите народи“ са:
- „Раждането на Великобритания“
- „Новият свят“
- „Епохата на революциите“
- „Великите демокрации“

През 2002 в програмата на BBC „100-те най-велики британци“, той е обявен за „Най-великият от всички“ на базата на приблизително един милион гласа. Чърчил също е обявен за един от най-влиятелните лидери в историята от Time. Колежът Чърчил в Кеймбридж е основан през 1958 г. в негова чест.

### Цитирани източници
- Гунев, Георги и др. Уинстън Чърчил и Балканите.   София, Рива, 2007. ISBN 978-954-320-105-1. с. 343.
- Джонсън, Пол. Чърчил.   София, Рива, 2010. ISBN 978-954-320-305-5.
- Роуз, Норман. Чърчил.   София, Прозорец, 1999. ISBN 9547331280. с. 558.
- Чърчил, Уинстън. Втората световна война (мемоари в 6 тома).   София, Труд, 1993. ISBN 954-528-006-9.
- (англ.) Churchill, Winston. The World Crisis. 6 vols. (1923 – 31); one-vol. ed. (2005). [On World War I].
- (англ.) Winston S. Churchill. An 8 volume biography begun by Randolph Churchill, supported by 15 companion vols. of official and unofficial documents relating to Churchill. 1966.
- (англ.) Coombs, David, ed., with Minnie Churchill. Sir Winston Churchill: His Life through His Paintings. Fwd. by Mary Soames. Pegasus, 2003. ISBN 0-7624-2731-0. [Other editions entitled Sir Winston Churchill's Life and His Paintings and Sir Winston Churchill: His Life and His Paintings. Includes illustrations of approx. 500 – 534 paintings by Churchill].
- (англ.) Edwards, Ron. Eastcote: From Village to Suburb (1987). Uxbridge: London Borough of Hillingdon ISBN 0-907869-09-2
- (англ.) Gilbert, Martin. In Search of Churchill: A Historian's Journey (1994). [Memoir about editing the following multi-volume work].
- (англ.) James, Robert Rhodes. Churchill: A Study in Failure, 1900 – 1939 (1970) ISBN 978-0-297-82015-4
- (англ.) Jenkins, Roy. Churchill: A Biography.   2001. ISBN 978-0-452-28352-7, 978-0-374-12354-3.
- (англ.) Knowles, Elizabeth. The Oxford Dictionary of Twentieth Century Quotations. Oxford, Eng.: Oxford University Press, 1999. ISBN 0-19-860103-4. ISBN 978-0-19-860103-6. ISBN 0-19-866250-5. ISBN 978-0-19-866250-1.
- (англ.) Loewenheim, Francis L. and Harold D. Langley, eds; Roosevelt and Churchill: Their Secret Wartime Correspondence (1975).
- (англ.) Soames, Mary, ed. Speaking for Themselves: The Personal Letters of Winston and Clementine Churchill (1998)

## Избрана библиография
- 1898 – The Story of the Malakand Field Force: An Episode of Frontier War //   Посетен на 31 декември 2015.
- 1899 – The River War: An Account of the Reconquest of the Sudan //   Посетен на 31 декември 2015.
- 1900 – Savrola: A Tale of the Revolution in Laurania by Winston Churchill //  Project Gutenberg.   Посетен на 21 януари 2019. (на английски) (единствен роман на Чърчил)
- 1906 – Lord Randolph Churchill by Winston Churchill //  Project Gutenberg.   Посетен на 21 януари 2019. (на английски)(биография на баща му)
- 1908 – My African Journey //   Посетен на 31 декември 2015.
- 1930 – My Early Life
- 1932 – Thoughts and Adventures
- 1937 – Great Contemporaries
- 1948 – 1953 The Second World War
- 1956 – 8 – A History of the English-speaking Peoples